# Wallaroo
Wallaroo – miasto w Australii, w stanie Australia Południowa.